# Нечаєвка (Хабарський район)
Неча́євка (рос. Нечаевка) — селище у складі Хабарського району Алтайського краю, Росія. Входить до складу Свердловської сільської ради.

## Населення
Населення — 11 осіб (2010; 118 у 2002).
Національний склад (станом на 2002 рік):
- росіяни — 92 %